# Колон (Куба)
Колон (шп. Colón) је град на Куби у покрајини Matanzas. Према процени из 2011. у граду је живело 59.065 становника.

## Становништво
Према процени, у граду је 2011. живело 59.065 становника.
| 1991.  | 2011.  |
| ------ | ------ |
| 54.220 | 59.065 |